# Andrzej Bończak
Andrzej Arnold Bończak (ur. 8 listopada 1945 w Bukowsku, zm. 30 stycznia 2023 w Lubinie) – polski polityk, poseł na Sejm PRL VIII kadencji.

## Życiorys
Uzyskał wykształcenie średnie zawodowe. Absolwent Technikum Mechanizacji Rolnictwa we Wrocławiu w 1965. Był górnikiem w Zakładach Górniczych Polkowice, operator ciężkich maszyn dołowych.
W 1965 wstąpił do Polskiej Zjednoczonej Partii Robotniczej. W latach 1980–1985 pełnił mandat posła na Sejm PRL VIII kadencji w okręgu Legnica, zasiadając w Komisji Górnictwa, Energetyki i Chemii, Komisji Obrony Narodowej, Komisji Przemysłu Ciężkiego, Maszynowego i Hutnictwa oraz w Komisji Górnictwa, Energetyki i Wykorzystania Zasobów Naturalnych.
W 2001 bez powodzenia kandydował do Sejmu, w 2002 do sejmiku województwa dolnośląskiego, w 2006 do rady Lubina oraz w 2010 i 2014 do rady powiatu lubińskiego z listy Polskiego Stronnictwa Ludowego. Był sekretarzem zarządu miejskiego PSL w Lubinie.
Pochowany na Cmentarzu Starym w Lubinie.